# Tahoe City
Tahoe City est une communauté non incorporée située dans le comté de Placer, en Californie, aux États-Unis.
Elle se trouve sur la rive du Lac Tahoe.

## Climat
| Mois                                  | jan.     | fév.     | mars     | avril    | mai      | juin    | jui.    | août    | sep.    | oct.     | nov.     | déc.     | année    |
| ------------------------------------- | -------- | -------- | -------- | -------- | -------- | ------- | ------- | ------- | ------- | -------- | -------- | -------- | -------- |
| Température minimale moyenne (°C)     | −6,3     | −6,1     | −4,4     | −2,4     | 1,1      | 4,4     | 7,8     | 7,4     | 4,7     | 0,3      | −3,4     | −6,3     | −0,3     |
| Température moyenne (°C)              | −1,1     | −0,7     | 1,3      | 3,8      | 8,1      | 12,6    | 16,7    | 16,3    | 13      | 7,7      | 2,7      | −1       | 6,6      |
| Température maximale moyenne (°C)     | 4,2      | 4,7      | 7        | 10,1     | 15,1     | 20,7    | 25,6    | 25,2    | 21,3    | 15,1     | 8,7      | 4,3      | 13,5     |
| Record de froid (°C) date du record   | −26 1916 | −26 1989 | −21 1935 | −17 1929 | −13 1974 | −6 1915 | −6 1915 | −2 1912 | −6 1965 | −13 1971 | −17 2010 | −27 1972 | −27 1972 |
| Record de chaleur (°C) date du record | 16 1927  | 16 2015  | 21 2015  | 23 1981  | 32 1910  | 33 1924 | 34 1934 | 34 1933 | 31 2020 | 27 2010  | 21 1988  | 16 2017  | 34 1933  |
| Précipitations (mm)                   | 157,7    | 145,3    | 125,7    | 56,6     | 39,9     | 15,5    | 4,3     | 7,6     | 10,7    | 48       | 81,5     | 152,4    | 845,2    |
| dont neige (cm)                       | 96,3     | 104,9    | 86,6     | 36,3     | 8,6      | 0,8     | 0       | 0       | 0,3     | 6,4      | 31,8     | 97,5     | 469,5    |
| Nombre de jours avec précipitations   | 10,6     | 10,2     | 10,4     | 8        | 6,8      | 3,1     | 1,2     | 1,7     | 2,3     | 4,3      | 7,2      | 10,7     | 76,5     |
| Nombre de jours avec neige            | 7,4      | 7,7      | 7,5      | 4,1      | 1,3      | 0,2     | 0       | 0       | 0,1     | 0,7      | 3,2      | 6,9      | 39,1     |

| Diagramme climatique                                  |              |            |              |             |             |            |            |             |           |             |              |
| J                                                     | F            | M          | A            | M           | J           | J          | A          | S           | O         | N           | D            |
| 4,2−6,3157,7                                          | 4,7−6,1145,3 | 7−4,4125,7 | 10,1−2,456,6 | 15,11,139,9 | 20,74,415,5 | 25,67,84,3 | 25,27,47,6 | 21,34,710,7 | 15,10,348 | 8,7−3,481,5 | 4,3−6,3152,4 |
| Moyennes : • Temp. maxi et mini °C • Précipitation mm |              |            |              |             |             |            |            |             |           |             |              |